# Abdalelah Haroun
Pour les articles homonymes, voir Haroun.
Abdelalelah ou Abdelilah Haroun Hassan, né le 1er janvier 1997 au Soudan et décédé le 26 juin 2021 à Doha, est un athlète soudanais naturalisé qatarien en 2014, spécialiste du 400 mètres.

## Biographie
Né au Soudan vers 1997 (l'IAAF retient la date du 1er janvier 1997), il obtient la nationalité qatarienne en 2014 et est autorisé à concourir pour son nouveau pays à partir du 2 février 2015. 
Le 19 février 2015, lors du meeting XL Galan, à Stockholm, Abdelalelah Haroun établit un nouveau record d'Asie en salle du 400 mètres avec le temps de 45 s 39. Le 19 mars, à Sasolburg, en altitude, il porte son record personnel à 44 s 68. En avril 2015, il remporte le titre des Championnats panarabes, à Madinat 'Isa au Bahreïn en égalant son record personnel de 44 s 68. Début juin, lors des championnats d'Asie de Wuhan en Chine, il remporte le titre continental du 400 m en devançant le double tenant du titre saoudien Youssef Masrahi, et en égalant une nouvelle fois son record personnel de 44 s 68. Il décroche une nouvelle médaille d'or dans cette compétition, dans l'épreuve du relais 4 × 400 m, en compagnie de Femi Ogunode, Musaeb Abdulrahman Balla et Mohamed El Nour Mohamed, en battant le record des championnats en 3 min 2 s 50. Le 5 juillet 2015, lors du meeting Résisprint de La Chaux-de-Fonds, il porte le record d'Asie à 44 s 27 en terminant derrière le nouveau recordman africain Isaac Makwala. Haroun établit la deuxième meilleure performance junior de tous les temps, à 4/10e de seconde du record du monde junior de l'Américain Steve Lewis.
Le 17 février à Stockholm, Haroun bat le record du monde du 500 m en salle en 59 s 83, devenant le premier homme à courir sous la minute. Le 19 mars 2016, Haroun devient vice-champion du monde en salle lors des championnats du monde en salle de Portland sur 400 m en 45 s 59 derrière le Tchèque Pavel Maslák (45 s 44) mais devant le Trinidadien Deon Lendore (46 s 18).
Le 8 août 2017, Haroun décroche la médaille de bronze des Championnats du monde de Londres en réalisant son meilleur temps de la saison en 44 s 48. Il est devancé sur le podium par le Sud-Africain Wayde van Niekerk (43 s 98) et le Bahaméen Steven Gardiner (44 s 41).
En 2018, Abdalelah Haroun commence la saison de manière convaincante. Auteur de 45 s 41 au Brésil début avril, il confirme ensuite par plusieurs podiums en ligue de diamant : 2e à Doha en 44 s 50, 3e à Shanghai en 44 s 51 et à nouveau 2e, à Rome en 44 s 37. Se suit ensuite deux victoires consécutives, lors des FBK Games d'Hengelo en 44 s 35, son meilleur temps de la saison, puis au Golden Spike Ostrava en 44 s 63. Le 21 juillet, lors du meeting de Londres, il remporte la course et bat le record du Qatar de la discipline en 44 s 07,.
Le 26 août 2018, Haroun remporte le 400 m des Jeux asiatiques de Jakarta en 44 s 89, devant Mohammad Anas (45 s 69) et Ali Khamis Khamis (45 s 70). Le 30, il est également titré avec ses compatriotes sur le relais 4 x 400 m, où les Qataris battent le vieux record d'Asie en 3 min 00 s 56, soit 20 centièmes de mieux que l'ancienne marque appartenant au Japon depuis 1996.
Plus apparu en compétition depuis septembre 2020, il meurt dans un accident de voiture à l'âge de 24 ans le 26 juin 2021.

## Palmarès
| Date | Compétition                    | Lieu         | Résultat | Épreuve   | Temps         |
| ---- | ------------------------------ | ------------ | -------- | --------- | ------------- |
| 2015 | Championnats panarabes         | Madinat 'Isa | 1er      | 400 m     | 44 s 68       |
| 2015 | Championnats d'Asie            | Wuhan        | 1er      | 400 m     | 44 s 68       |
| 2015 | Championnats d'Asie            | Wuhan        | 1er      | 4 × 400 m | 3 min 2 s 50  |
| 2016 | Championnats d'Asie en salle   | Doha         | 1er      | 400 m     | 46 s 68       |
| 2016 | Championnats du monde en salle | Portland     | 2e       | 400 m     | 45 s 59       |
| 2016 | Championnats du monde juniors  | Bydgoszcz    | 1er      | 400 m     | 44 s 81       |
| 2017 | Championnats du monde          | Londres      | 3e       | 400 m     | 44 s 48       |
| 2017 | Jeux asiatiques en salle       | Achgabat     | 1er      | 400 m     | 45 s 68       |
| 2017 | Jeux asiatiques en salle       | Achgabat     | 2e       | 4 x 400 m | 3 min 12 s 58 |
| 2018 | Championnats d'Asie en salle   | Téhéran      | 1er      | 400 m     | 46 s 37       |
| 2018 | Championnats d'Asie en salle   | Téhéran      | 1er      | 4 x 400 m | 3 min 10 s 08 |
| 2018 | Jeux asiatiques                | Jakarta      | 1er      | 400 m     | 44 s 89       |
| 2018 | Jeux asiatiques                | Jakarta      | 1er      | 4 × 400 m | 3 min 10 s 08 |
| 2018 | Coupe continentale             | Ostrava      | 1er      | 400 m     | 45 s 72       |

## Records
| Épreuve    | Épreuve   | Temps        | Lieu      | Date            |
| ---------- | --------- | ------------ | --------- | --------------- |
| 400 m      | Plein air | 44 s 07 (NR) | Londres   | 21 juillet 2018 |
| 400 m      | Salle     | 45 s 39 (AR) | Stockholm | 19 février 2015 |
| 500 mètres | Salle     | 59 s 83      | Stockholm | 17 février 2016 |